# Shuckburgh (cráter)

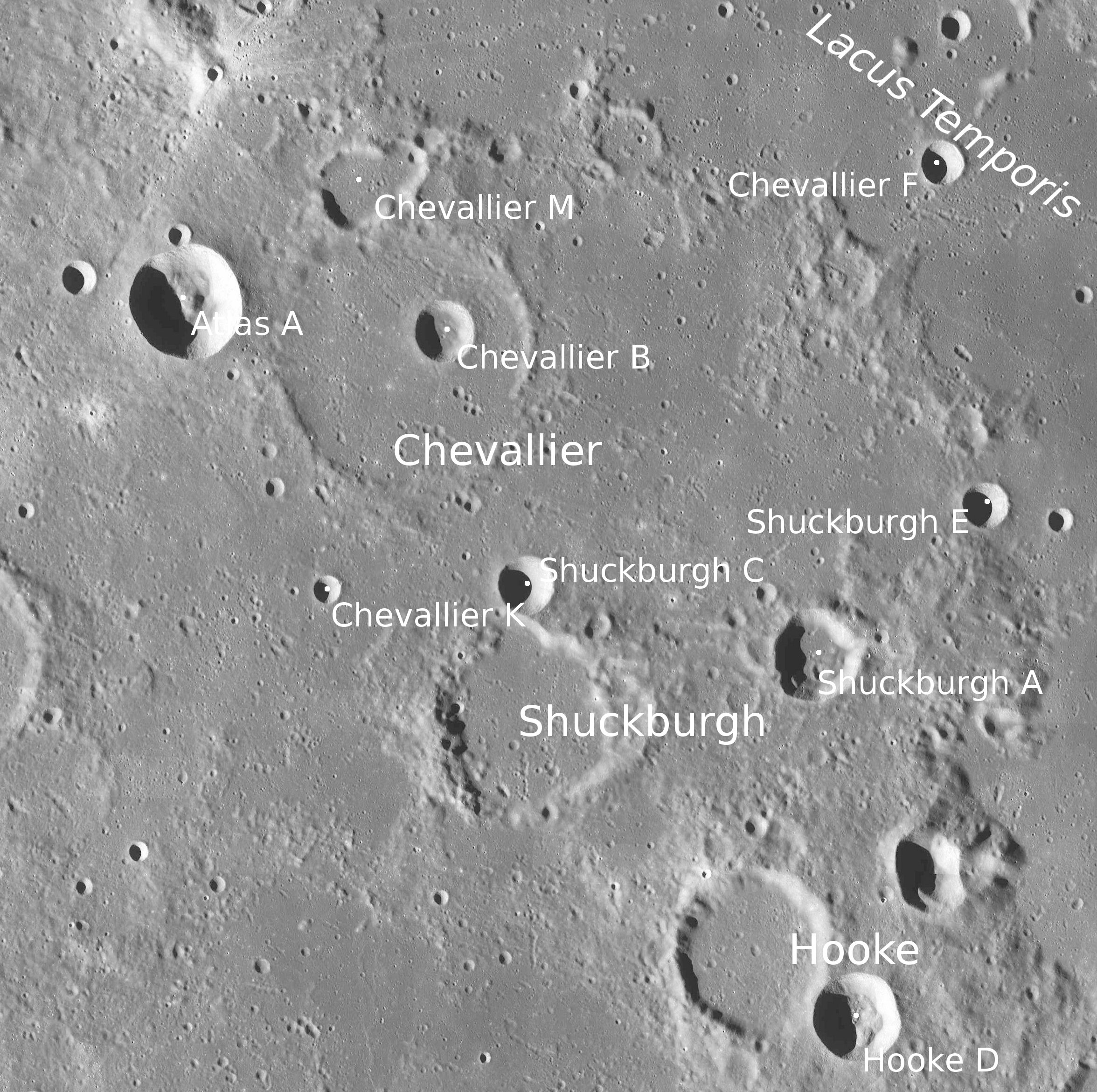
Fotografía de la misión Lunar Reconnaissance Orbiter

Shuckburgh es un cráter de impacto  que se encuentra en la parte noreste de la cara visible de la Luna. Se encuentra al sur-sureste del cráter inundado de lava Chevallier y al noroeste de Hooke, aproximadamente a mitad de camino entre estas dos formaciones. Al noreste se encuentra la llanura del Lacus Temporis.
|  |

El suelo interior de este cráter ha resurgido por efecto de flujos de lava, dejando una zona plana rodeada por un borde exterior desgastado y redondeado. Este suelo carece de rasgos destacables, marcado tan solo por unos diminutos cráteres. El borde tiene una protrusión hacia exterior en el lado este, con un aterrazado que forma un plano escalonado en este lado. Presenta otro saliente más pequeño en el sector norte del borde, que lo conecta con el pequeño cráter Schuckburgh C.
Es llamado así por el astrónomo británico sir George Shuckburgh-Evelyn.

## Cráteres satélite
Por convención estos elementos son identificados en los mapas lunares poniendo la letra en el lado del punto medio del cráter que está más cercano a Shuckburgh.
|            | \| Shuckburgh \| Coordenadas \| Diámetro \| \| ---------- \| ---------------------------- \| -------- \| \| A \| 43°06′N 55°30′E / 43.1, 55.5 \| 19 km \| \| C \| 43°30′N 52°42′E / 43.5, 52.7 \| 12 km \| \| E \| 44°06′N 56°54′E / 44.1, 56.9 \| 9 km \| |          |
| Shuckburgh | Coordenadas | Diámetro |
| A          | 43°06′N 55°30′E / 43.1, 55.5 | 19 km    |
| C          | 43°30′N 52°42′E / 43.5, 52.7 | 12 km    |
| E          | 44°06′N 56°54′E / 44.1, 56.9 | 9 km     |